# 1er régiment du matériel
Le 1er régiment du matériel (1er RMAT) est un régiment l’Armée de terre française créé en 1981. 
En 2025, il devient le 1er groupement d'instruction de la brigade de maintenance (1er GI BMAINT).

## Création et différentes dénominations
- 1er août 1981 : création du 1er régiment du matériel de corps d'armée ;
- 30 juin 1984 : dissolution ;
- 1er juillet 1985 : création du 1er régiment du matériel ;
- 30 juin 2011 : dissolution ;
- juillet 2019 : création du centre de formation initiale des militaires du rang du matériel (CFIM) - 1er régiment du matériel ;
- 1er juillet 2025 : le CFIM devient le 1er groupement d'instruction de la brigade de maintenance.

## Historique

### Le1errégiment du matériel de corps d'armée à Thionville
Le 1er régiment du matériel de corps d'armée (1er RMCA) est créé le 1er août 1981 à Thionville à partir des groupes d'instruction des 101e et 103e groupements réparation mobilité de corps d'armée de Verdun et Mulhouse. Sa mission était d'assurer la formation des militaires du rang du matériel des forces françaises en Allemagne. Le régiment comporte un état-major, une compagnie de commandement et de services et trois compagnies d'instruction. Il est dissous le 30 juin 1984.

### Le1errégiment du matériel à Sarrebourg
Le 1er régiment du matériel (1er RMAT) est créé le 1er juillet 1985 à Sarrebourg à partir du 102e groupement réparation mobilité de corps d'armée de Metz, du 4e bataillon du matériel de division blindée de Lunéville, du 1er groupement de soutien de l'ALAT de Phalsbourg, du 3e groupement de soutien ALAT d'Étain et du 11e détachement de soutien ALAT d'Essey-lès-Nancy. La portion centrale du régiment occupe le quartier Gérôme à Sarrebourg.
En 1986, le détachement ALAT de Phalsbourg du 1er RMAT devient le 23e bataillon du matériel.
En 1989, le régiment fait partie de la brigade logistique du 1er corps d'armée. Il compte plusieurs compagnies et détachements en Lorraine :
- état-major, compagnie de commandement et de soutien, 2e compagnie de soutien électronique à Sarrebourg ;
- 1re compagnie de soutien multi-technique à Metz ;
- détachement de la 2e compagnie de soutien électronique à Épinal ;
- détachement de la 2e compagnie de soutien électronique à Hettange-Grande ;
- détachement de la 2e compagnie de soutien électronique à Phalsbourg ;
- 3e compagnie de soutien ALAT à Étain-Rouvres ;
- détachement de soutien ALAT à Essey-lès-Nancy.

En 1990, la 1re compagnie de soutien multi-technique de Metz est transférée au 4e régiment du matériel tandis que la compagnie de soutien d'artillerie de Bitche (provenant du 5e régiment du matériel de Strasbourg) est rattachée au 1er RMAT. Le régiment rejoint le 3e corps d'armée.
En 1991, le 1er RMAT intègre les détachements de Colmar et de Gresswiller consécutivement à la dissolution du 5e RMAT.
Le 3e régiment du matériel de Beauvais est dissous le 31 juillet 1993, ses compagnies sont alors rattachées au 1er RMAT qui adopte une nouvelle structure : les unités stationnées dans l'Est sont regroupées au sein du 1er bataillon tandis que les unités du Nord forment le 2e bataillon. La 4e compagnie approvisionnement de Sarrebourg et la 7e compagnie de soutien multi-technique de Colmar sont supprimées et la 3e compagnie de soutien ALAT d’Étain rejoint le 9e régiment de soutien aéromobile. 
Le régiment compte 12 compagnies réparties sur 15 sites notamment :
- état-major, compagnie de commandement et de soutien à Sarrebourg ;
- 1er bataillon à Gresswiller ;
  - 1re compagnie de soutien d'artillerie et une section de soutien du 4e régiment de cuirassiers à Bitche ;
  - 2e compagnie de soutien électronique à Sarrebourg ;
  - 3e compagnie d'approvisionnement à Gresswiller ;
  - 4e compagnie de soutien ALAT à Nancy ;
  - 5e compagnie de soutien multi-technique à Gresswiller.
- 2e bataillon à Laon-Couvron ;
  - 1re compagnie de soutien d'artillerie à Douai ;
  - 2e compagnie de soutien électronique à La Fère ;
  - 3e compagnie d'approvisionnement à Sissonne ;
  - 4e compagnie de soutien ALAT à Compiègne ;
  - 5e compagnie de soutien multi-technique à Évreux ;
  - 6e compagnie de soutien multi-technique à Laon-Couvron.

En 1994, l'état-major du 1er bataillon est transféré de Gresswiller à Sarrebourg. Du côté du 2e bataillon, les compagnies de La Fère et Sissonne sont regroupées à Laon.
En 1997, le 1er régiment du matériel ne compte plus que 9 compagnies à Sarrebourg, Bitche, Connantray, Laon-Couvron et Compiègne.
Le 1er juillet 1998, il rejoint la 1re brigade logistique nouvellement créée.

### Le1errégiment du matériel à Laon-Couvron
Le 1er RMAT quitte Sarrebourg le 30 juin 1999 dans le cadre de la professionnalisation de l'Armée de terre et s'installe à Laon-Couvron. Il s'organise de la façon suivante :
- état-major, compagnie de commandement et de logistique et compagnie base d'instruction à Laon-Couvron ;
- 1re compagnie de maintenance mobilité à Couvron ;
- poste de commandement projetable, 2e compagnie des approvisionnements, 3e compagnie de soutien d'artillerie et 12e compagnie multi-technique à Douai ;
- 3e et 4e compagnies de maintenance ALAT à Margny-lès-Compiègne.

En 2002, les compagnies de maintenance ALAT sont intégrées au 6e régiment d'hélicoptères de combat.

### Le1errégiment du matériel à Woippy

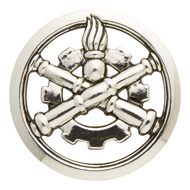
Insigne de béret du matériel.

Le 30 juin 2005, le régiment quitte Laon-Couvron pour s'installer au quartier Colonel Clerc à Woippy (banlieue de Metz) où il relève le 9e régiment du matériel dissous à la même date.
- Site principal de Woippy :
  - état-major et compagnie de commandement et de logistique ;
  - 1re compagnie maintenance mobilité (avec une section de réparation mobilité à Saarburg en Allemagne) ;
  - 3e compagnie des approvisionnements ;
  - 11e groupement multi-technique ;
- Site de Toul-Domgermain :
  - 2e compagnie maintenance mobilité (avec des sections de réparation mobilité à Commercy et à Épinal).

Le régiment comprenait également quatre compagnies munitions. Ces dernières assuraient en région terre Nord-Est comme en opérations extérieures, la gestion, la distribution et le soutien technique de près de 70 % des stocks de l'Armée de terre, soit plus de 105 000 tonnes de munitions. 
- Site de Brienne-le-Château : 
  - 4e compagnie munitions ;
- Site du Rozelier : 
  - 5e compagnie munitions ;
- Site de Connantray : 
  - 6e compagnie munitions ;
- Site de Neubourg : 
  - 7e compagnie munitions.

Régiment à composante projetable en opérations extérieures, sa mission sur un théâtre d'opération était d'armer la composante maintenance d'une base logistique divisionnaire, d'une base logistique terrestre ou d'une base logistique interarmées de théâtre en intégrant si nécessaire des unités des autres régiments ou bases de soutien du matériel.
Le régiment était une formation multi-technique recouvrant les domaines de la réparation, de l'approvisionnement et de la pyrotechnie. De plus, il assurait les fonctions de marque pour les matériels de traitement de l'eau. Enfin, il possédait en son sein le centre régional de formation au système d'information de la maintenance de l'armée de terre (SIMAT). La mission principale du 1er RMAT était d'assurer la maintenance des matériels autos, engins, blindés, armement, transmissions de 81 formations dont 13 régiments. Il assurait également les approvisionnements en pièces de rechange.
En 2010, le détachement de Toul-Domgermain est rattaché au 6e régiment du matériel puis, le 25 mars 2011, les compagnies munitions des régiments du matériel rejoignent le nouveau Service interarmées des munitions. 
Le 1er RMAT est finalement dissous le 30 juin 2011, il faisait alors partie du Service de la maintenance industrielle terrestre. Le site de Woippy devient un détachement du 8e régiment du matériel.

### CFIM du matériel -1errégiment du matériel
Le centre de formation initiale des militaires du rang des Garrigues est créé en 2010.
En juillet 2019, il change d’appellation et devient le CFIM du matériel - 1er régiment du matériel.
Il est chargé de la formation initiale des engagés volontaires des régiments de la brigade de  maintenance ainsi que du 25e régiment du génie de l’air et de la base pétrolière interarmées. Le CFIM - 1er RMAT forme environ 850 engagés par an.

### 1ergroupement d'instruction de la brigade de maintenance
Le 1er juillet 2025, le CFIM - 1er RMAT change d'appellation et devient le 1er groupement d'instruction de la brigade de maintenance (1er GI BMAINT). Il conserve l'emblème et les traditions du 1er régiment du matériel.

## Insigne

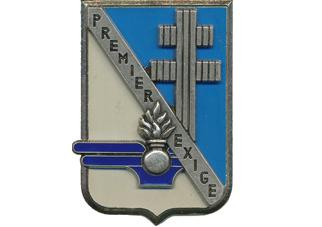
Insigne du 1er RMAT.

- Les lames de ressort d'un essieu de véhicule représentent le matériel tandis que la grenade d'argent à neuf flammes est le symbole des munitions ;
- Le bleu et le gris sont les couleurs de l'arme du matériel ;
- La croix de Lorraine rappelle que le régiment a été créé en Lorraine ;
- Premier exige est la devise du régiment.

## Chefs de corps
- 1981 à 1983 : Colonel MENGELLE

- 1983 à 1984 : Lieutenant-colonel SOULIER

- 1985 à 1987 : Colonel POEDRAS

- 1987 à 1989 : Colonel MONCEAUX

- 1989 à 1992 : Lieutenant-colonel FAVROU

- 1992 à 1994 : Lieutenant-colonel SANS

- 1994 à 1997 : Colonel HARISPE

- 1997 à 1999 : Colonel BROSSARD

- 1999 à 2001 : Colonel BAYLION

- 2001 à 2003 : Colonel MANGINOT

- 2003 à 2005 : Colonel TANGUY

- 2005 à 2007 : Colonel CAVATORE

- 2007 à 2010 : Colonel ETIENNE

- 2010 à 2011 : Lieutenant-colonel HALTER
- 2020 à 2024 : Lieutenant-colonel VALET